# Trihidroksibenzojeva kiselina
Trihidroksibenzojeva kiselina se može odnosti na sledeće fenolne kiseline:
- Galna kiselina (3,4,5-trihidroksibenzojeva kiselina)
- Floroglucinolna kiselina‎‎ (2,4,6-trihidroksibenzojeva kiselina)

O-metilisane trihidroksibenzojeve kiseline su:
- Eudesminska kiselina
- Siringinska kiselina

Glikozidi:
- Teogalin